# Maria Anna a Spaniei
Maria Anna a Spaniei (n. 18 august 1606, Mănăstirea El Escorial, San Lorenzo de El Escorial, Spania – d. 13 mai 1646, Linz, Austria), Infantă a Spaniei, fiica cea mică a regelui Filip al III-lea al Spaniei și a Margaretei de Austria, a fost împărăteasă a Sfântului Imperiu Roman, regină a Ungariei, Boemiei și soția lui Ferdinand al III-lea, Împărat al Sfântului Imperiu Roman.

## Biografie

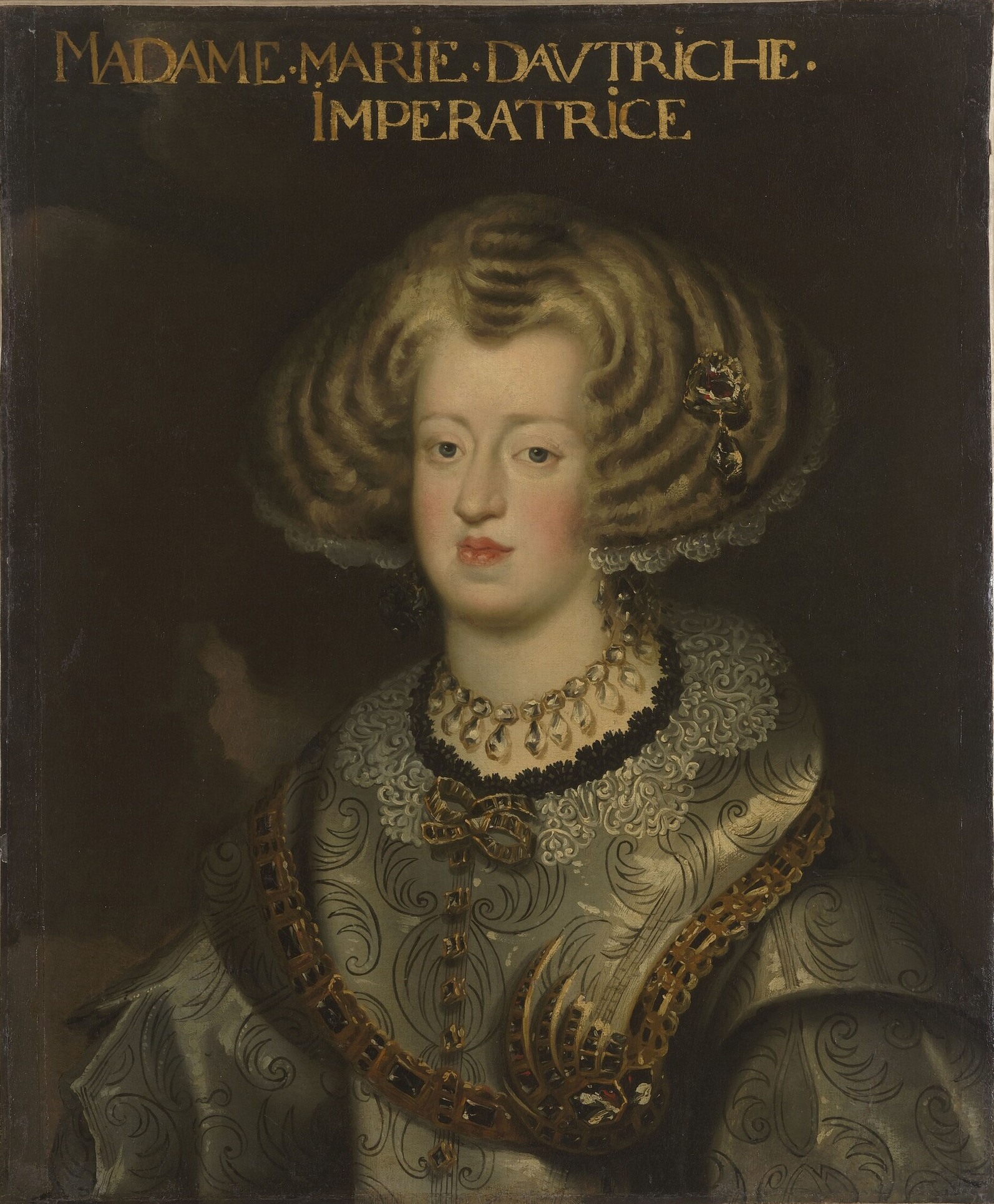
Maria Ana (ulei pe pânză, castelul Trianon)

Maria Anna, Arhiducesă de Austria și Infantă a Spaniei a fost sora mai mică a Anei de Austria, soția regelui Ludovic al XIII-lea al Franței și a lui Filip al IV-lea al Spaniei. De asemenea, a fost sora mai mare a Cardinalului-Infante Ferdinand.
La începutul anilor 1620 Iacob I al Angliei a considerat-o pe Maria Ana o posibilă mireasă pentru fiul și moștenitorul său, viitorul Carol I al Angliei și al Scoției. Carol chiar a vizitat Madridul pentru a se întâlni cu Maria Ana. Cu toate acestea, negocierile au eșuat deoarece Maria Ana nu a dorit să se căsătorească cu un protestant iar Carol nu s-ar fi convertit la catolicism. În cele din urmă, Carol s-a căsătorit cu Henrietta Maria a Franței.
Ea s-a căsătorit la 20 februarie 1631 cu vărul ei primar, viitorul Ferdinand al III-lea, pe atunci rege al Ungariei. A călătorit din Spania spre Austria prin Italia, o căsătorie periculoasă în timpul Războiului de Treizeci de Ani, care a durat 14 luni. S- a căsătorit prin procură cu Ferdinand care a fost reprezentat de cumnatul ei, episcopul Leopold Wilhelm de Strassburg, Passau și Halberstadt, când a ajuns la Trieste la 26 ianuarie 1631 și cu Ferdinand însuși printr-o a doua ceremonie la Viena.
Nunta a fost celebrată timp de o lună. Maria Ana a fost descrisă ca fiind veselă, prietenoasă și inteligentă. A fost activă politic, a acționat în calitate de consilier a soțul ei și regentă în timpul absențelor lui.

### Descendenți

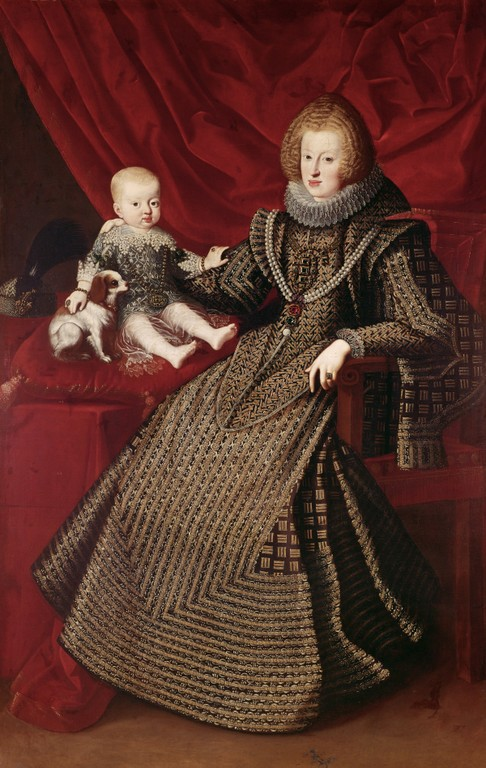
Maria Ana cu fiul ei, Ferdinand (1634)

Ferdinand și Maria Ana au avut șase copii:
- Ferdinand al IV-lea al Ungariei (8 septembrie 1633–9 iulie 1654);
- Mariana de Austria (22 decembrie 1634–16 May 1696); s-a căsătorit cu unchiul matern Filip al IV-lea al Spaniei;
- Filip August, arhiduce de Austria (1637–1639);
- Maximilian Thomas, arhiduce de Austria (1638–1639);
- Leopold I, împărat al Sfântului Imperiu Roman (9 iunie 1640–5 mai 1705);
- Maria de Austria (1646).

### Deces
În timpul Războiului de Treizeci de Ani, familia s-a mutat la Linz, Maria Ana fiind însărcinată. Ea  murit la scurtă vreme după operația cezariană. Mama și fiica au fost înmormântate în același sicriu în Cripta Capucinilor, în Viena.